# Japansk lykta
Japansk lykta (Physalis alkekengi, svensk synonym och tidigare vanligaste namn och fortfarande [år 2024]  förekommande namn judekörs) är en art i familjen potatisväxter. Den förekommer vild i Europa och Asien. Arten är vanlig som trädgårdsväxt i Sverige.

## Frukter och medicinalväxt
Växten har i likhet med sin nära släkting kapkrusbär små bär, inneslutna inuti ett dekorativt hölje av foderblad. Bären hos judekörs är ätliga när de är mogna, det vill säga röda, men både blad och omogna frukter är giftiga på grund av deras innehåll av solanin och physalin. Giftigheten inskränker sig dock endast till illamående. De gröna växtdelarna är giftigare än bäret, som dock kan ha en brännande smak (åtminstone som omoget). Blomfodret är starkt bittert.
Växten har en historia som medicinalväxt, och den användes inom den antika signaturläran som botemedel mot bland annat gallsten och gikt. Inga vetenskapliga studier har kunnat bevisa någon verkningsgrad.

## Namnet
Växten har fått sitt äldre namn judekörs på grund av foderhöljets likhet med judarnas huvudbonad kippa.
Det dekorativa, rödfärgade fodret ligger bakom växtens nu förordade namn.